# Back to Eden (film 1913)
Back to Eden è un cortometraggio muto del 1913 diretto da Robert Thornby.

## Produzione
Il film fu prodotto dalla Vitagraph Company of America.

## Distribuzione
Distribuito dalla General Film Company, il film - un cortometraggio in una bobina - uscì nelle sale cinematografiche statunitensi nel dicembre 1913.